# Регул (епископ Реймса)
Регул (умер в 695 или 698) — епископ Реймсский (669/672—689), святой (день памяти — 3 сентября).

## Биография
Согласно Флодоарду, святой Регул (Rieul, Réol, Réole, Réal, Réolus, Regulus) был женат на Аматильде, дочери короля франков Хильдерика II, которая родила ему множество детей. Овдовев, он основал в 662 год монастырь в Отвильере.
После кончины святого Ниварда Регул стал главой Реймсской епархии в 669 или 673 году. Он управлял епархией 26 лет, покровительствуя монашеству и просвещая местных жителей. Им был основан монастырь в Орбе. В последний раз Регул упоминается в исторических документах как епископ Реймса в 689 году.
Преемником Регула на епископской кафедре Реймса стал в 695 году святой Ригоберт.